# هنري بوكانان
هنري بوكانان (بالإنجليزية: Henry Buchanan)‏ (5 أغسطس 1978 بغرينبيلت في الولايات المتحدة - ) هو ملاكم أمريكي.

## إحصائيات
خاض خلال مسيرته 25 نزالا، فاز في 21 ولم يتعادل وخسر في 4. فاز بالضربة القاضية في 14 نزالا.

## روابط خارجية
- هنري بوكانان على موقع بوكس ريك (الإنجليزية) (registration required)